# Gutshaus Friedenfelde

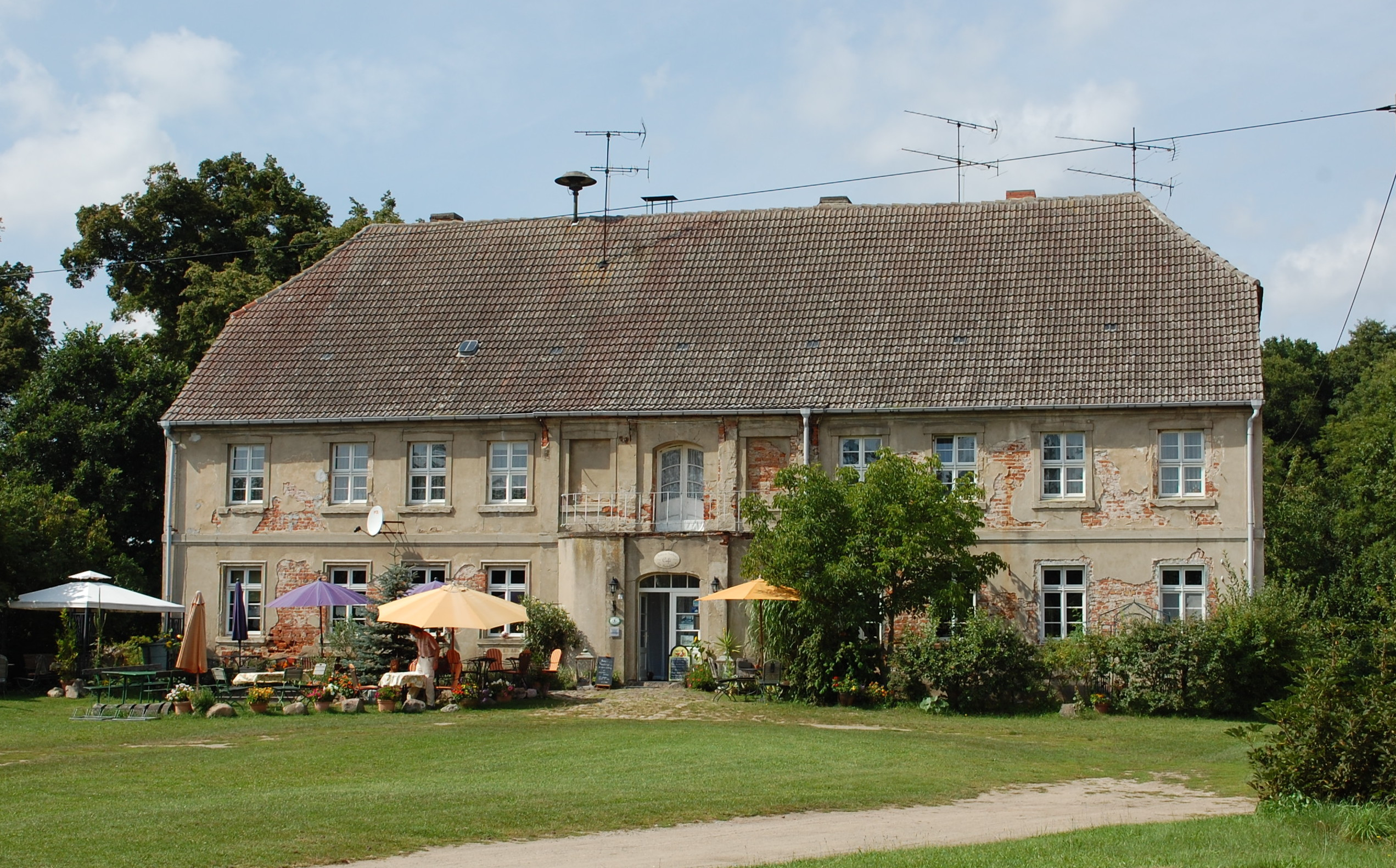
Gutshaus Friedenfelde

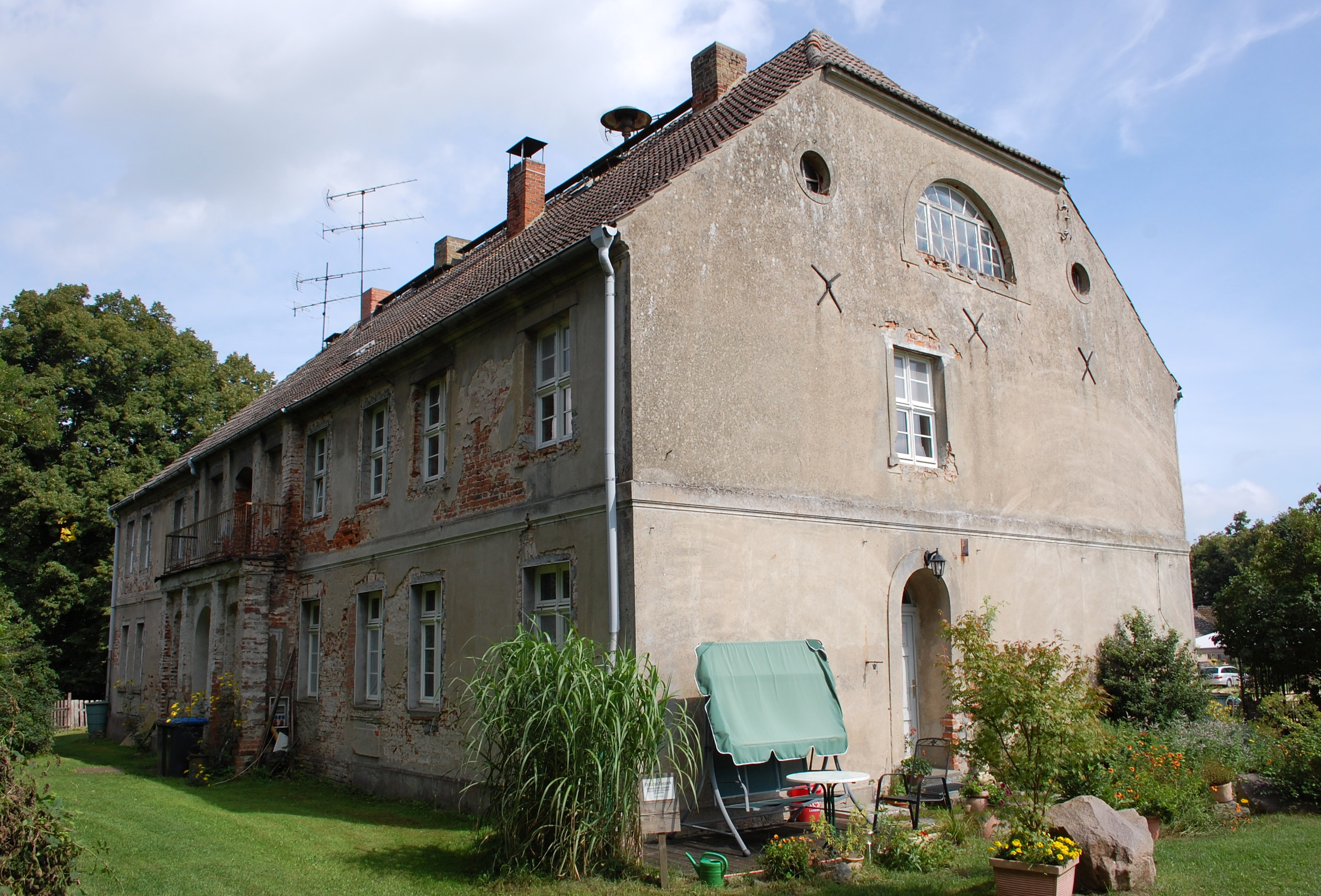
Rückseite

Das Gutshaus Friedenfelde ist ein denkmalgeschütztes Gutshaus im zur Gemeinde Gerswalde gehörenden Dorf Friedenfelde in Brandenburg.

## Architektur
Der zweigeschossige verputzte Bau verfügt über elf Achsen. Bedeckt ist das Haus von einem Krüppelwalmdach.

## Geschichte
Das heutige Gebäude geht auf ein ab 1743 von Ernst Philipp von Münchow, Sohn des Kammerpräsidenten Christian Ernst von Münchow, errichtetes Herrenhaus zurück. Der junge 1741 in den Grafenstand erhobene Erbauer des Anwesens war Major und Johanniterritter und verheiratet mit Luise Tugendreich von Sydow-Hanseberg-Rehdorf. Nach gut zwanzig Jahren veräußerte Graf Münchow das Gut an die Familie des Generalmajors Friedrich Wilhelm von Syburg, der bald nach Königsberg versetzt wurde. Nachdem im Jahr 1763 Joachim Erdmann von Arnim, Vater des Dichters Achim von Arnim, das Anwesen gekauft hatte, wurde das Gebäude im Stil des Rokoko umgebaut. Das Haus wird für diese Zeit mit vielen Türmen und türkischer Anmutung beschrieben. In einem Brief aus dem Jahr 1811 wird aber ein Einsturz zweier Türme erwähnt. Achim von Arnim, der von 1804 bis 1818 Eigentümer des Guts war, erwog in dieser Zeit einen Umzug in das Gutshaus Friedenfelde. Zeitweise lebte er im Haus. Ein weiterer Umbau erfolgte um 1820, nach anderen Angaben zwischen 1822 und 1840. Hierbei wurden die Verzierungen wieder entfernt.
Nachdem mehrere Besitzer auf dem 125 ha Gut, wie Herr Walter, dann Philipp Thomas, aufeinander folgten, erwarb mit Annois von Arnim-Burow 1901, nach anderer Angabe 1904, wieder ein von Arnim das Anwesen. Er lebte jedoch selbst nicht auf dem von einem Verwalter bewirtschafteten Gut. Sein Sohn Achim von Arnim-Wiepersdorf (1894–1978) zog mit seiner Frau Carola von Zitzewitz dann 1923 wieder in das Gut ein und führte auch die Bewirtschaftung vor Ort.  Zum Besitz gehörte Neudorf und Alt-Kölpin, offiziell Erbe dann ab 1942. Im Zuge der Bodenreform wurde die Familie von Arnim dann nach Ende des Zweiten Weltkriegs enteignet und lebte lange in Niedersachsen. Die landwirtschaftlichen Flächen wurden an Bauern verteilt, später jedoch vom Volkseigenen Gut Temmen bewirtschaftet, das Gutshaus diente als Mietshaus. An die Zeit der Aufteilung der Flurflächen erinnert ein Grenzstein vor dem Gutshaus. Die Flurstücksgrenze führte danach durch das Gebäude.
In den 1970er Jahren war ein Abriss des Hauses geplant. Auf Initiative eines Bewohners wurde das Gutshaus dann mit Beschluss vom 24. Mai 1979 unter Denkmalschutz gestellt. Es bestanden dann Pläne, im Haus eine Kindertagesstätte einzurichten. Zum Teil wurden noch bauliche Umbauten eingeleitet, die jedoch insbesondere im Bereich des Herrenzimmers unsachgemäß ausgeführt worden sind. Seit Mitte 1993 wird das Haus von der Familie Nowatzki bewohnt. Sie erwarb das Gebäude 1996 und begann mit einer schrittweisen Sanierung. 1997 wurden neue Fenster eingebaut. Weitere Arbeiten betrafen in der folgenden Zeit die Hauselektrik, Wasseranschlüsse, die Umsetzung von zwei Kachelöfen und die Erneuerung zweier Eingangstüren. Ab Ende 1999 war die ehemalige Gutsküche dann wieder als Küche nutzbar. Im Mai 2001 wurde im Erdgeschoss ein Café eröffnet, das 2003/2004 um Sanitärtrakt, Kaminzimmer und Büro erweitert wurde. 2019 wurde das Haus verkauft und seither durch die neuen Besitzer aufwendig saniert; 2023 konnte es mit einem Musikfestival neu eröffnet werden.

## Gutspark
Nördlich des Gutshauses erstreckt sich der Gutspark. Es wird angenommen, dass er im Zuge des Rokoko-Umbaus ab 1763 angelegt wurde. Zeitweise soll der Park auch den westlich gelegenen Weinberg einbezogen haben, auf dem sich wohl für einige Zeit ein kleiner Pavillon befand.
In seiner Mitte wurde vermutlich in den 1920er Jahren ein Rondell aus acht Linden und einem Mittelbaum angelegt. Über einen Auslauf des Teichs führte eine kleine Brücke. Bis 1945 wurde der Park gepflegt. In späteren Jahren wurde der Überlauf der Klärgrube in den Teich des Parks geleitet. Dies führte zu einer Überdüngung und Verunreinigung. Ab 1995 wurde im Zuge einer AB-Maßnahme der Park gereinigt und stark wuchernder Holunder entfernt. Das in Vergessenheit geratene Rondell wurde wiederentdeckt. Die Wegeführung wurde nach den Angaben einer ehemaligen Mitarbeiterin des Gutshofes wieder angelegt. Der Park präsentiert sich heute (Stand 2012) eher als Auenwald.
Im Park befinden sich Ahorn, Birke, Buche, Eiche, Erle, Esche, Hasel, Kastanie, Kiefer, Linde, Rüster und Ulme, wobei Linden die Hauptwege des Parks säumen. Am Rand des Parks stehen einige alte Obstbäume, so Boskoop, Hasenkopf und Pflaume. Darüber hinaus finden sich Brombeeren, Buschwindröschen, Flieder, Forsythien, Ginster, Glockenblumen, Heckenrose, Himbeeren, Holunder, Kreuzdorn, Maiglöckchen, Pfaffenhütchen, Pfennigkraut, Sanddorn, Scharbockskraut, Schlehen, Vergissmeinnicht, Weißdorn.
Die Fauna des Parks umfasst sieben Fledermausarten. An Vögeln wurden Baumläufer, Eichelhäher, Finken, Grünspecht, Kernbeißer, Kuckuck, Meisen, Mittelspecht, Nachtigall, Pirol, Schwarzspecht, Sperling, Turteltaube, Wacholderdrossel und Waldkauz beobachtet.